# مانها
مانها (چینی سنتی: 漫畫; چینی ساده: 漫画; پین‌یین: mànhuà)

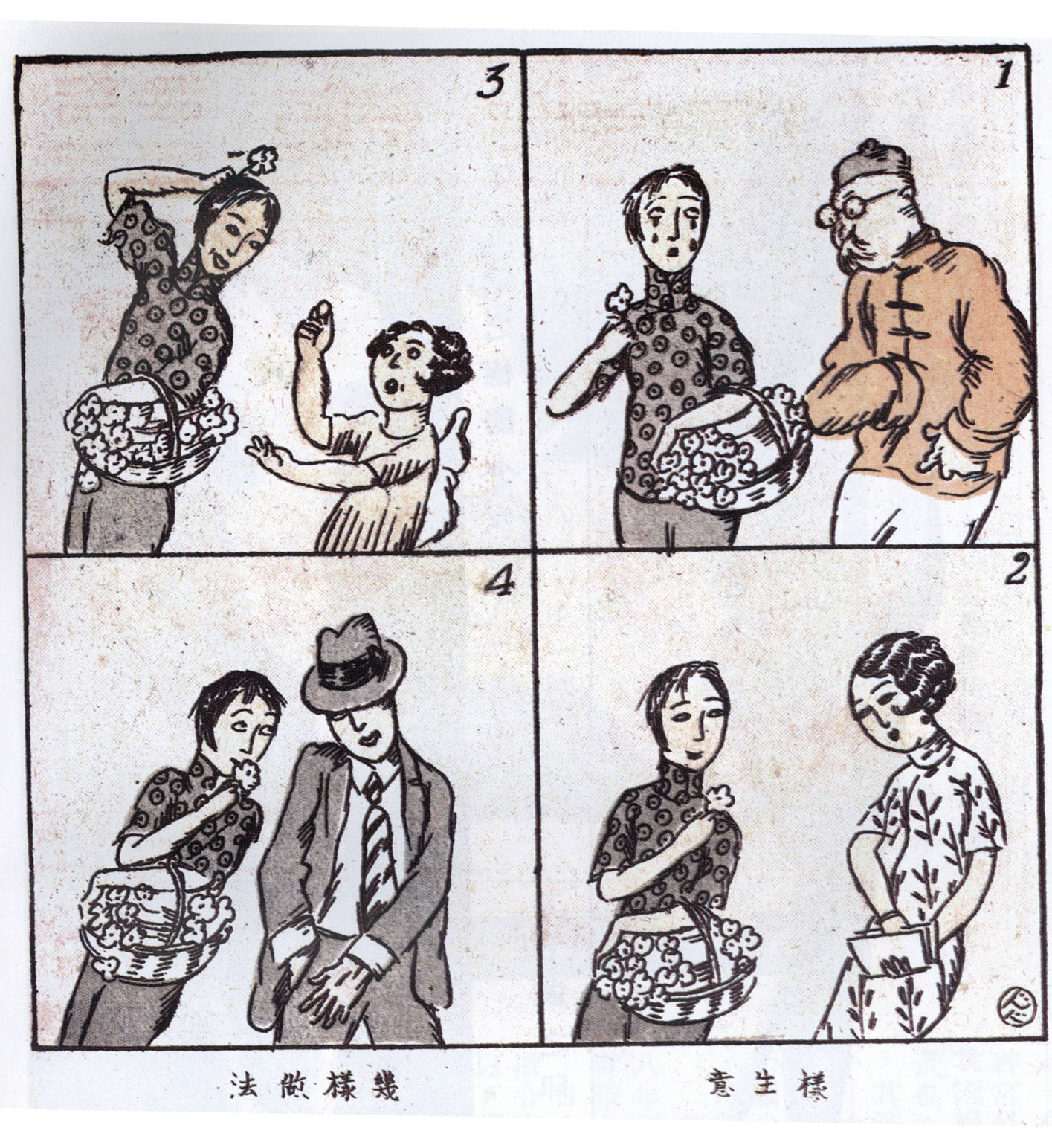
یک مانهای چینی در سال ۱۹۲۸ میلادی

کمیک‌های چینی‌زبان هستند که در چین بزرگ تولید می‌شوند. کمیک‌های چینی و تصویرسازی‌های روایت شده در چین در طول تاریخ این کشور وجود داشته‌است.

## ریشه‌شناسی
واژه مانها در اصل یک اصطلاحی در قرن هجدهم بود که در سیاه‌قلم ادیبان چینی استفاده می‌شد و در اواخر قرن نوزدهم در ژاپن به عنوان مانگا محبوب شد. فنگ زیکای با مجموعه داستان مصور سیاسی خود با نام زیکای مانها در ونشو ژوبائو (لیترچر ویکلی) در سال ۱۹۵۲، این کلمه را با معنای امروزی به چینی معرفی کرد.
نویسه‌های چینی به کار رفته در کلمه مانها با حروف استفاده شده در مانگا ژاپن و مانهوا کره یکسان است. به کسی که مانها می‌نویسد یا می‌کشد، مانهاجیا (چینی سنتی: 漫畫家; چینی ساده: 漫画家; پین‌یین: mànhuàjiā) می‌گویند.